# 基利金斯特罗伊
基利金斯特罗伊（羅馬化：Kilʹdinstroy）是俄罗斯摩尔曼斯克州的市级镇，属科拉区，地处摩尔曼斯克州西北部，位于科拉河畔，在区行政中心科拉东南、州府摩尔曼斯克南方，东北方有基利金斯科耶湖。R21公路（科拉公路）从镇东侧经过。
该地2021年人口有1,946人；2010年人口2,063；2002年人口2,861；1989年人口3,731。